# Francesca è mia
Pour plus de détails, voir Fiche technique et Distribution.
Francesca è mia est un film italien réalisé par Roberto Russo, sorti en 1986.

## Fiche technique
- Titre : Francesca è mia
- Réalisation : Roberto Russo
- Scénario : Roberto Russo, Vincenzo Cerami et Monica Vitti
- Production : Monica Vitti
- Photographie : Franco Di Giacomo
- Musique : Tullio De Piscopo
- Pays d'origine : Italie
- Format : Couleurs
- Genre : comédie
- Durée : 92 minutes
- Date de sortie : 1986

## Distribution
- Monica Vitti : Francesca
- Pierre Malet : Stefano Maini
- Corrado Pani : Andrea
- Manuela Gatti (it) : Patrizia
- Luca Di Fulvio